# Guillaume de Court Novel
Guillaume de Court Novel, ou Guglielmo Curti, dit le « cardinal d’Albi » ou le « cardinal blanc », né à Belpech en Languedoc et mort le 12 juin 1361 à Avignon, est un cardinal.
Membre de l'ordre cistercien, il « portait sans doute en privé » probablement comme le pape Benoît XII sa robe, d'où son surnom.

## Biographie
Guillaume de Court naî à Belpech en Languedoc, dans le diocèse de Mirepoix. Il a un frère, Raimond, qui est jurisconsulte de Mirepoix, avant de devenir juge de Rivière-Verdun (Gascogne).
Guillaume de Court Novel étudie à l'université de Paris. Il est abbé de l'abbaye de Boulbonne. « Jean XXII lui confère le doctorat en théologie, le 3 mai 1319 » (Duvernoy, 1991).
Lors du procès du procès de Guillaume Fort, habitant de Montaillou, il est l'ascenseur de l'inquisiteur Jacques Fournier, futur pape Benoît XII. Ce dernier devenu pape le nomme, en 1337, évêque de Nîmes, avant de le transférer la même année à Albi. 
De Court est créé cardinal par le pape Benoît XII lors du consistoire du 18 décembre 1338.
Le cardinal de Court Novel participe au conclave de 1342, au cours duquel Clément VI est élu et au conclave de 1352, au cours duquel Innocent VI est élu. Il est légat apostolique en Lombardie et est camerlingue du Sacré Collège.
Jean Duvernoy le donnait pour mort en 1341.

## Armoiries
« Parti au premier d'argent plain; au deuxième d'azur à trois coquilles d'argent le tout dans une bordure de gueules ».